# Rede de Ensino Doctum
A Rede de Ensino Doctum é uma instituição de ensino superior privada sem fins lucrativos do Brasil, mantida pelo Instituto Ensinar Brasil. Previamente chamada Faculdades Unificadas de Gaurapari, é também conhecida como Faculdades Doctum de Guarapari.
Fundada por Uriel de Almeida Leitão em 1936 no município de Caratinga, em Minas Gerais, a Doctum possui mais de 25 mil alunos e mais de 30 unidades situadas em Minas Gerais, Espírito Santo e no Rio de Janeiro.

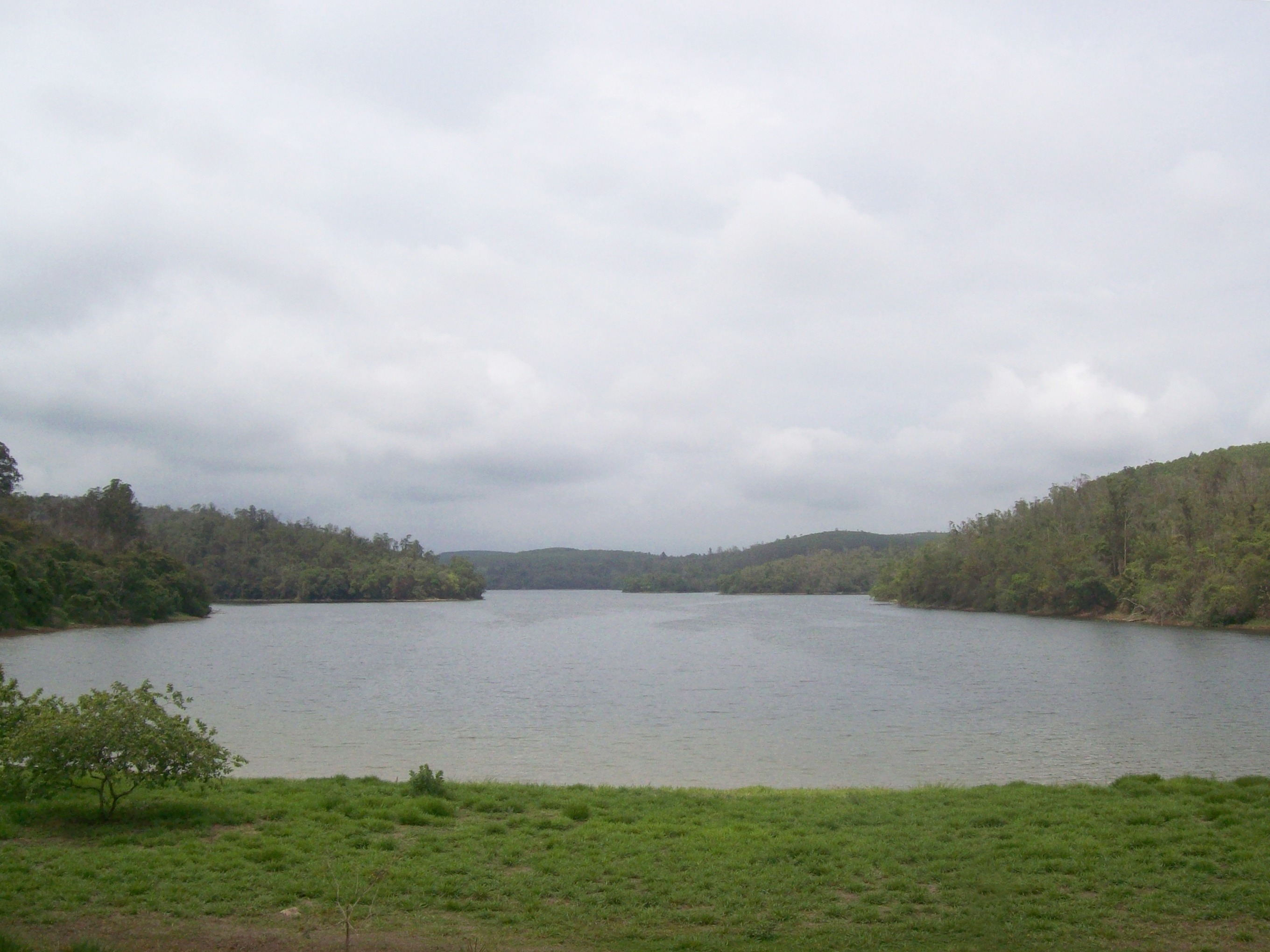
Vista da Lagoa do Piau no Campus Ecotecnológico do Instituto Doctum em Caratinga, Minas Gerais.